# Valorga
Valorga est à la fois le nom d'un procédé de méthanisation de déchets ménagers (triés ou non) développé dans les années 1980, et le nom de l'entreprise qui diffuse et commercialise ce procédé, Valorga S.A basée à Montpellier, partie du groupe Urbaser (es).
Le procédé utilise une filière technique dite semi-sèche, et selon les cas mésophile (37 °C) ou thermophile (55 °C). Il produit du biogaz qui peut éventuellement être raffiné in situ pour produire du biométhane (injectable dans le réseau de gaz), de l'énergie électrique et thermique.
Si la filière est complète, elle s'étend du « traitement des ordures ménagères avec tri de déchets, méthanisation de la part fermentescible, compostage des résidus de fermentation, incinération du refus de tri, mise en décharge des résidus obtenus ». 
Ce procédé est appliqué pour la première fois à Amiens (France) en 1988 pour des déchets ménagers,. 

## Histoire
En 1988, Valorga teste son procédé à échelle industrielle pour la première fois sur un site (actuellement dénommé usine « IDEX Environnement Picardie », du nom du délégataire) située à 8 km au Nord-Ouest d'Amiens, au cœur d’une zone industrielle. 
En 2002 Valorga devient filiale des sociétés allemande Hese (40 %) et espagnole Tecmed (40 %), le reste du capital (20 %) étant détenu par Claude Saint-Joly. 
En 2004 avec 30 salariés, et 10 installations de méthanisation de déchets ménagers Valorga est leader de cette filière en Europe (40 % de la capacité installée), les deux principaux procédés concurrents étant les procédés Dranco et Kompogas
En 2013, une nouvelle chaîne de tri de déchets est installée grâce à un investissement de 1,3 M€, dont 15 % apportés par le délégataire Idex Environnement Picardie[réf. nécessaire].
En 2016 une chaine de tri modernisée prépare les déchets en amont (broyage, criblage, tri par tables densimétriques, déferraillage et malaxage)et l’excès de biogaz est brûlé en torchère ; 100 000 t/an environ de déchets y sont traitées (passant de 45 à 65 % de déchets valorisés). L'unité d'Amiens produit en 2016 18 000 MWh d’électricité, 3 500 MWh de chaleur et 4 000 MWh de vapeur .

## Activités
En 1988, lorsque Valorga teste son procédé, le méthane est produit dans quatre digesteurs (3 de 2 500 m3 et 1 de 3 500 m3) non pas à partir d'un gisement trié de déchets uniquement fermentescible, mais à partir d'ordures ménagères brutes, ce qui entraine plusieurs difficultés graves  :
- abandon de l'incinération des refus de tri car les fours d'incinérateurs n'ont pas été conçus pour brûler des plastiques à haut pouvoir calorifique[3] ou source de chlore acidifiant (cas du PVC)   ;
- présence de verre non-trié dans les digesteurs, qui sédimentait dans leurs fonds en entrainant des arrêts de l'installation [7].
- production d'un compost trop riche en résidus ayant échappé au tri, avec notamment du plastique bien visible et donc impropre à la commercialisation[3] ; Après une période de valorisation sur les vignes de champagne aux pieds de la Montagne de Reims, et bien que le compost produit par ce type d'usine soit en 2012 jugé conforme à l’actuelle norme française NFU 44-051, il est souvent refusé par les agriculteurs .. avec un taux de valorisation « oscillant entre 6 % à Amiens et 27 % à Varennes-Jarcy (Essonne). À Montpellier (Hérault), 95 % du digestat est même destiné à la mise en décharge »[8] (Bien que depuis le 1er juillet 2002 seuls les déchets ultimes devraient y être autorisés) ; De 2009 à 2010 « la totalité du digestat issu de l'usine, soit 40 000 tonnes annuelles, était destinée à la mise en décharge » ; en 2016, Idex produit 17 900 tonnes/an de compost[6] ;
- production par l'opérateur (S.A. IDEX) d'environ 2 m3 de « jus » excédentaire  par heure, soit environ 10 000 m3/an d’effluents à épandre  sur 2 658 hectares, avec en 2014 le projet d'épandre 5 200 m3 de plus sur 1 671 hectares supplémentaires de terres agricoles (dans 42 communes du département de la Somme)[9].

Aujourd'hui, l'entreprise conçoit, vend et/ou réalise clés en main des unités de traitement biologique (méthanisation, compostage) de déchets, des  collectivités et/ou des industriels. 
Elle est à l'origine de 19 grandes installations de méthanisation de déchets ménagers (capacités de 10 000 à 300 000 tonnes par an, soit plus de 1 000 000 t/an en capacité totale cumulée).
Valorga International (associée à Urbaser (es) Environnement et Tiru) est connu pour son site d'Amiens, mais est aussi présent à Calais, via Octeva (société d’exploitation de l’usine de biométhanisation des biodéchets du Syndicat d'élimination et de valorisation des déchets du Calaisis ou  Sevadec), dont le dernier contrat d’exploitation de 5 ans (2014-2019) était de plus de 6 M€. L'usine produit (en 2014) du gaz et 4 720 MWh/an d’électricité revendue à EDF avec 28 000 t/an de biodéchets dont 1 000 t/an de graisses, avec comme sous-produit 17 400 t/an de compost NFU 44‐051.  
En 1998, la société a été rachetée par une société allemande qui développe le procédé Valorga hors de France : 
- Pays-Bas (une usine en 1994 à Tilbourg)[12],[3], valorisant des biodéchets[13] ;
- Allemagne (deux usines valorisant les biodéchets en 1998, dont à Engelskirchen[13])[3] ;
- Suisse (une usine en construction)[3] ;
- Belgique (Mons)[3] ;

D'après R Moletta (2011), selon les cas la production de méthane du procédé Valorga est de 220 à 290 m3/t MV (matières volatiles).

## Le procédé Valorga
Présenté au milieu des années 1980 comme « une nouvelle filière pour le traitement des déchets », le procédé consiste à traiter en phase anaérobie, en réacteur biologique (digesteur qui est ici une cuve verticale cylindrique pouvant atteindre 4 000 m3), à une température contrôlée et durant environ 3 semaines, la fraction organique de déchets ménagers issus d'une collecte sélective (ou non) de déchets de type déchets ménagers.
Les déchets sont préparés (cisaillés) puis dilués dans un jus chauffé (issu du pressage des déchets précédemment méthanisés) pour former une pâte. Celle-ci est ensuite introduite dans le digesteur qui est un grand cylindre vertical fermé, coupé en deux parties en son centre par une paroi médiane verticale occupant environ les 2/3 du diamètre de la cuve et s'élevant presque jusqu'en haut. La matières circule en un mouvement lent de « type piston horizontal », sans aucune pièce mécanique (système pneumatique breveté par Valorga (en 1981 ) entretenu par l'injection d'une partie du biogaz dans le bas du réacteur via « plusieurs centaines d'injecteurs » (la biomasse en fermentation est agitée par réinjection cyclique d'une partie du biogaz produit. Dans le bas de la cuve, huit secteurs comportant chacun jusqu'à 40 injecteurs se relaient par séquences de 5 à 10 minutes. 
Les matières contenant à la fois des déchets fermentescibles (et non-fermentescibles s'il n'y a pas eu de tri préalable) sont introduites dans le bas du fermenteur, d'un côté, et récupérées à la même hauteur, mais de l'autre côté de la paroi centrale. Le temps de séjour du déchet est 18 à 25 jours.  Une part des jus et du digestat (dite « levain ») est recirculée pour diluer les matières entrantes et les ensemencer en bactéries méthanogènes. le reste du jus peut être envoyé en station d'épuration.
Le digestat pressé (dit « pressat », contenant 55 % de matière sèche) est envoyé vers une unité de séchage et de maturation, et additionné d'un structurant (fibres de bois, écorces) puis introduit en tunnel de séchage, stocké pour maturation durant une quinzaine de jours (phase de "compostage") et envoyé dans un trommel qui en retire une partie des indésirables (seconde vague de refus).

### Avantages
En l'absence de toute pièce mécanique dans le digesteur, il peut accepter des éléments durs et une qualité très variable des déchets ménagers. 
En termes de valorisation de déchets ménagers, dans la famille des procédés de tri mécano-biologique ce procédé est considéré comme l'un des moins coûteux à la tonne sèche de déchets , mais la valorisation du compost pose souvent problème.

### Inconvénients
Les retours d'expérience, du cas d'Amiens ont montré que - dans le cas de déchets en vrac - le digestat ou compost final contient de nombreux déchets indésirables ou polluants (s'ils étaient présents parmi les déchets introduits) et que ces déchets ont pu chimiquement contaminer ce digestat qui ne peut alors plus avoir d'usages agricoles. 
Le biogaz peut aussi être contaminé par exemple par des silicones susceptibles de poser problème en devenant source de cristaux abrasifs de silices dans les matériels de combustion du biogaz.